# 11665 Dirichlet
11665 Dirichlet (1997 GL28) là một tiểu hành tinh nằm phía ngoài của vành đai chính được phát hiện ngày 14 tháng 4 năm 1997 bởi Paul G. Comba ở Prescott. It is one of very few asteroids located in the 2: 1 mean motion resonance with Sao Mộc.